# 挪威裔美国人勋章
挪威裔美国人勋章（英語：Norse-American medal）是费城铸币局根据国会法案于1925年铸造的一种勋章，旨在纪念“复辟号”乘载首批挪威移民抵达美国100周年。
明尼苏达州联邦众议员奥莱·朱尔逊·卡维尔是挪威裔美国人的后代，他希望为复辟号抵达美国的百年庆典发行纪念币。提议遭财政部拒绝后，他又建议发行勋章。勋章由野牛镍币的设计者詹姆斯·厄尔·弗雷泽设计，正面描绘一名维京战士，背面则是维京长船，以此代表挪威移民的先祖维京人。
获得国会授权后，铸币局生产了多种不同尺寸和材质的勋章。百年庆典活动于1925年6月在明尼阿波利斯举行，大部分纪念勋章都是在此之前面世。金质勋章只发行53枚，如今已是稀世珍品；银质和铜质勋章相比之下则要廉价得多。这些勋章有时会作为纪念币系列的组成部分获得收藏。

## 背景和构想
1825年7月4或5日，单桅纵帆船“复辟号”（Restauration）从挪威斯塔万格出发，带着45位移民前往美国。据《纽约时报》称之为“酒神节”传说的故事记载，这艘船停在英国某沿海村庄，然后用船上的朗姆酒同岸上的人交易，直到引起地方官员注意后才匆忙离去。据称，船只离开马德拉后，探险队队长拉尔斯·拉森（Lars Larsen）从海上捞到一只木桶，桶中装有难得的佳酿，令船上众人陶醉不已。1825年10月9日，复辟号抵达纽约，由于船上的乘客数量比限载人数多了21人（包括路上拉森妻子生下的女儿），船只因此被法庭命令扣押，还需处以罚款。但是，考虑到这些移民都不会说英语，而且对美国当时的法律一无所知，总统约翰·昆西·亚当斯发布赦免令释放船只并免除罚款。船上乘客在距纽约州罗彻斯特约56公里的安大略湖畔附近买下土地并在此定居，后世普遍认为他们是首批穿越大西洋的挪威裔美国人，特别是首批留在美国北部或西部的挪威移民。
明尼苏达州农工党联邦众议员奥莱·朱尔逊·卡维尔（Ole Juulson Kvale）是挪威移民的后代，并对自己的民族感到自豪。他是挪威裔美国人百年纪念委员会的成员之一，该委员会计划为复辟号的旅程举办百年庆典活动。第一次世界大战期间，挪威裔美国人在其他美国人眼里属于反战派，所以这次庆祝活动对于挪威移民而言非常重要，他们希望籍此机会来向其他民族展示自己的民族自豪感，同时证明他们经过同化后都已经是美国人。卡维尔是信义宗牧师，也是众议院铸币和度量衡委员会的一员，他于1925年1月主动同财政部官员联系，希望能在为周年庆典发行纪念币上取得财政部支持。但是，财政部明确表示反对发行纪念币。1924年发行的胡格诺派－瓦隆人三百周年半美元曾引发争议，许多人认为这种硬币实为新教宣传伎俩，所以这段时间国会不大可能会通过法案授权发行基于民族群体的纪念币。
1925年2月3日，卡维尔带着儿子保罗（Paul Kvale）一起同财政部官员会面，讨论授权美国铸币局为这次百年纪念活动铸造纪念勋章的法案。铸币局代理局长玛丽·玛格丽特·奥赖利和财政部副部长加拉德·温斯顿（Garrad Winston）对此心有疑虑，因为这样的奖章材质上与当时的25美分和半美元流通币一样，都是银，尺寸则介乎两者之间，这样可能会导致混淆。保罗于是建议将勋章制成八角或六角形。奥赖利和温斯顿对这个建议很满意，卡维尔之后又同财政部的法律顾问及其它官员面谈，最后如愿得到财政部全力支持的保证。卡维尔还成功说服邮政部发行纪念邮票，他告诉邮政署长第三助理沃伦·格洛弗（Warren I. Glover），这种勋章还有更加广泛的意义，即纪念维京人于公元1000年左右在北美大陆的探险活动。卡维尔宣称，通过纪念勋章和邮票，他得以将挪威裔美国人的遗产保存在金属和纸张制成的时间胶囊中，从而促进这些遗产更加长久地留存于世。

## 立法
1925年2月4日，卡维尔在联邦众议院提出法案，建议发行挪威裔美国人勋章。法案首先交于铸币和度量衡委员会审议。2月10日，卡维尔代表该委员会向众议院报告，赞同发行纪念勋章。卡维尔在报告中表示，授权发行的4万枚勋章不会耗费政府一分一毫，财政部官员也支持这项法案。“鉴于是次庆典对本国众多挪威移民后裔的重要性，以及对那些身在明尼苏达州、正式赞助此次盛会的人们，和那些身在大西北、在国家发展中发挥如此巨大作用的人们的重要性，本委员会相信，发行这种勋章是正当而合适的，这项法案应当制定成法律。”
南达科他州联邦参议员彼得·诺贝克（Peter Norbeck）于1925年2月5日在参议院提出发行挪威裔美国人勋章的法案。法案先经图书馆委员会审议。次日，审议法案的职责移交至银行和货币委员会。2月13日，诺贝克代表委员会向参议院递交报告，表示支持法案并且没有任何修改意见。法案最终于这个月18日通过，没有任何议员投票反对。
参议院通过的法案接下来送至众议院，于2月20日交铸币委员会审议。1925年2月27日，众议院议长弗雷德里克·H·吉列特（Frederick H. Gillett）询问是否有议员反对审议法案，俄亥俄州众议员詹姆斯·贝格（James T. Begg）询问是否有人可以向他介绍这项法案，如果没有，他就会反对。卡维尔起身表示自己愿意介绍，贝格之后又问，财政部长安德鲁·W·梅隆是否赞同法案，卡维尔向他保证，法案拥有财政部支持。卡维尔用参议院通过的法案代替自己之前提出的法案，最终众议院通过法案，同样没有反对意见和任何修改。1925年3月2日，经总统卡尔文·柯立芝签字，法案正式通过成为法律。
根据法案规定，挪威裔美国人勋章的铸造总量为4万枚，均需在费城铸币局生产，设计模具由挪威裔美国人百年纪念委员会提供。勋章制成后交给委员会指定的代理人，委员会需按勋章的制作成本支付费用。勋章制作需符合1873年铸币法案第52条的规定，即民族性质的勋章需在费城铸币局生产，但该局工作人员不得为私人奖章制作模具，这一规定主要是因为费城铸币局前首席铸币员富兰克林·皮尔长期利用铸币局设施经营私人奖章业务，直至1854年被开除。

## 准备
卡维尔希望他的朋友，明尼苏达州参议员亨里克·席普斯塔德（Henrik Shipstead）请雕塑家格特森·博格勒姆（Gutzon Borglum）来设计勋章，而且最好是不收费用，或只是象征性地收取很少的数目。博格勒姆这时正在乔治亚州忙于石山的施工建设（拉什莫尔山是他之后的作品），而且之前已经设计过石山纪念半美元，实在抽身乏术。美国美术委员会成员、野牛镍币的设计师詹姆斯·厄尔·弗雷泽（James Earle Fraser）最终同意以1500美元的报酬设计勋章，这在当时同纪念币的设计报酬相当。
弗雷泽将准备好的设计稿交给铸币局，稿件于1925年4月14日经奥赖利转交美术委员会评审。美术委员会批准设计方案，只建议将背面铭文（“美利坚合众国国会授权”）中的第一个去掉（意思不变），铸币局接受建议。3月29日，《明尼阿波利斯期刊》（Minneapolis Journal）刊出设计稿的草稿并引发争议，有些人认为这样的设计意味挪威人1825年时着装还像维京人一样，建议把背面的年份“1000”移至正面来澄清。不过，铸币局和设计师都没有对此做出任何反应。

## 设计
勋章正面刻有一个维京人的首领，左手持盾，左手持剑，腰上还别有匕首，头上戴着角头盔，显然是出战的打扮，身后还有维京人的船。这一设计意指维京人在公元1000年左右登上北美大陆的文兰，并且一定程度上还曾在此定居。这个头盔很可能属于时代性的错误，因为现代研究认为维京人在抵达文兰以前还没有用过头盔，并且这样的头盔很可能只是用于参加仪式，而非带上战场。硬币正面可以看到“1825”和“1925”，分别代表首批“复辟号”来到美国的年份和之后的100周年纪念。勋章背面则是维京长船，并刻有国会授权的说明和“公元1000年”字样，代表维京人定居文兰的大致年份。船的左侧还有字样，意为“弗雷泽的作品”，相当于设计师的签名。
钱币学家安东尼·斯沃泰克（Anthony Swiatek）曾在有关纪念币的著作中提出，对于挪威裔美国人勋章的正面人物，维京探险家莱夫·埃里克松或许是更加合适的人选。不过，他觉得卡维尔应该不会支持这种设想，因为参议员的着眼点是纯粹的浪漫主义，那个时代的维京长船和首领都属于一种象征。
朱莉·舒尔茨（Julie Shultz）曾于1991年发表以1925年这次百年庆典活动为题材的文章，文中指出，挪威裔美国人勋章同“复辟号”抵达已经成立的美国毫不相干，完全是象征挪威裔美国人对早期探险家存在的民族自豪感。在她看来，无论是描绘“复辟号”或维京人战船的邮票，还是联邦政府发行的3种挪威裔美国人勋章，这些表面上代表挪威移民史的纪念品中的主导意识实际上是意指挪威人是首批登上美国本土的欧洲人。

## 生产、发行和收藏
1925年5月21至23日，费城铸币局采用1.6毫米厚的造币坯生产了6000枚银币挪威裔美国人勋章。这些勋章人称薄银版，像普通硬币一样经过清点、装袋后送到费城第四大街国民银行，由百年纪念委员会接手。5月29日至6月13日，铸币局又用2毫米厚的造币坯生产了3万3750枚厚银版勋章。采用两种不同厚度坯饼的原因尚无定论，斯沃泰克推测这是因为百年纪念委员会对薄版的外观不大满意，或是希望收藏家购买两枚勋章。6月3至4日，铸币局还生产了100枚金质勋章，其中出产的第2枚送到了卡维尔手上。单枚薄银版勋章造价30美分，厚银版45美分，金版则达到10美元14美分。薄银版的零售价缺乏记载，斯沃泰克估计是1美元75美分，厚银版则要价1美元25美分，金版约为20美元。所有勋章都是通过邮购销售，没有在庆典现场出售或是由销售人员直接面对面推销。虽然每个人只能购买1枚勋章，但买家可以代替家人购买，并且家人数量没有限制。薄银版直至1925年11或12月才开始出售，其中大部分都被钱币学家买走，百年纪念委员会书记员··霍维克（J.A. Horvik）对大部分挪威裔美国人不愿购买勋章感到失落。金版的销量不佳，全部100枚中有47枚最终退回财政部，部分银版（很可能都是厚银版）也是如此。
1925年6月6至9日，挪威裔美国人移民百年纪念活动在明尼阿波利斯的明尼苏达州博览会会场举行。工作人员组织大篷车将红河谷（Red River Valley）的游客带到会场，车上还有这样的宣传口号：“古代挪威人来啦！”柯立芝也来到现场，他称呼维京探险家是“雷神和奥丁之子”，还告诉在场的人们：“挪威人总是信守承诺，我坚信，你们会有轰轰烈烈的表现，迎接更加辉煌的未来”。《纽约时报》刊文指出，为了配合此次庆典，国会授权发行了勋章，政府还发行了多种纪念邮票。“在此以前，还很少会有类似的庆祝活动像是次百年庆典般得到政府如此大力的支持。”
《纽约时报》曾在报道中误称挪威裔美国人勋章是“铸币局历史上发布的第一种纪念勋章”。庆典活动的宣传人士声称这是国会首度通过法案发行勋章，但铸币局局长罗伯特·格兰特（Robert J. Grant）于1925年10月得知，国会曾于1876年发行美国独立百年纪念勋章，并且还曾发行过多种尺寸。格兰特将此事告知卡维尔，议员对独立勋章的直径竟然有76毫米感到很有兴趣，因为挪威裔美国人勋章如果也做成这么大，那么其图案上的细节就能呈现得更加清晰，更适合放在博物馆陈列柜展示。百年纪念委员会的部分成员并不赞成打造这么大的勋章，但费城铸币局之后还是在这年12月左右铸造了60到75枚这样的大勋章。大勋章全部由卡维尔亲自买下，之后没有出售。经哥伦比亚特区某私营公司镀银后，有约30枚大勋章当面或通过邮寄赠送给政要，其中柯立芝总统也拿到一枚。
挪威裔美国人勋章并非硬币，所以不具备法定支付能力。但由于这种勋章是经国会授权打造，并且外观同硬币类似，所以有时会作为美国纪念币系列的组成部分来收藏。银质勋章的价格相对便宜，最低不到100美元，最高约为500美元；镀银版则要价500至3500美元，金版最高成交价一度达到4万美元。部分勋章在庆典活动期间作为袖珍件或穿在支架上展示，表面存在磨损。

### 引用
1. ↑  Swiatek，第168–169頁.
2. ↑  Blegen，第599–601頁.
3. 1 2 3 4 5  1925年4月12日《纽约时报》.
4. ↑  Blegen，第601, 613–618頁.
5. 1 2 3  Swiatek，第168頁.
6. 1 2 3  profile.
7. 1 2  Swiatek，第165頁.
8. ↑  Shultz，第1265, 1267頁.
9. ↑  国会人物简介.
10. ↑  House hearings，第3–4頁.
11. 1 2  Shultz，第1287頁.
12. ↑  Swiatek，第173頁.
13. ↑  1925年2月4日国会纪录.
14. ↑  1925年2月10日国会报告.
15. ↑  参议院法案.
16. ↑  1925年2月18日国会纪录.
17. ↑  1925年2月20日国会纪录.
18. ↑  1925年2月27日国会纪录.
19. ↑  美國聯邦公法第68–524號
20. ↑  美國聯邦公法第42–131號(third session)
21. ↑  Taxay，第188–190頁.
22. 1 2  Swiatek，第166頁.
23. ↑  Swiatek，第167頁.
24. ↑  Shultz，第1288頁.
25. 1 2  Swiatek，第166–171頁.
26. 1 2  1925年9月13日《纽约时报》.
27. 1 2  Swiatek，第169–170頁.
28. ↑  Swiatek，第171頁.